# Fireball (uísque)
Fireball é uma bebida alcoólica a base de uísque canadense, aroma canela e adoçante produzida pela Sazerac Company. Possui 33% teor álcoolico e forte gosto de canela.
O produto foi desenvolvido no Canadá em meados da década de 1980 e só alcançou notoriedade externa anos depois.
Em 2018, Fireball foi listada como uma das marcas relacionadas a uísque mais vendidas nos Estados Unidos. A bebida também está disponível em outros países, como Brasil e Portugal.

## História
Fireball era originalmente parte de uma linha de schnapps saborizada, desenvolvida pela Seagram em meados da década de 1980. Anos depois, já em 1989, a Sazerac Company comprou os direitos da marca e a fórmula. Foi inicialmente comercializado com o nome de " Dr. McGillicuddy's Firewater Whisky", em tradução livre, "Aguardente de Uísque do Dr. McGillicuddy" Mais tarde, em 2007, o produto foi rebatizado com seu atual nome, "Fireball Cinnamon Whisky".
Um artigo de abril de 2014 publicado na Bloomberg Business Week, citou: "Firaball É também uma das marcas de bebidas de maior sucesso em décadas. Em 2011, a Fireball foi responsável pela venda de US$ 1,9 milhão em vendas em postos de gasolina, lojas de conveniência e supermercados nos Estados Unidos, de acordo com a IRI, uma empresa de pesquisa de mercado com sede em Chicago. Em 2013, as vendas saltaram para US$ 61 milhões, superando o uísque irlandês Jameson."
Em 2013, tornou-se um dos dez licores mais populares dos EUA, substituindo a tequila Jose Cuervo. Em 2016, a Bloomberg informou que, com vendas estimadas de pelo menos U$ 150 milhões em 2015, a marca ultrapassou Jägermeister em popularidade para se tornar o licor mais vendido nos Estados Unidos.

## Formas de consumo
Fireball é geralmente consumido em forma de shot ou com a adição de pedras de gelo. É possível ainda, a confecção de drinks, como o "CiderBall" em que há a adição de sidra e o "FireBomb" que é feito da mistura de Fireball com Red Bull.

## Prêmios e reconhecimentos
- Los Angeles International Wine & Spirits Competition: Medalha de Bronze (2010)[3]
- San Francisco World Spirits Competition: Medalha de Ouro (2010)[3]
- International Review of Spirits: Medalha de Prata (2009)[3]
- International Wine & Spirits Competition: Medalha de Bronze (2007)[3]

## Disputas judiciais
Em 2015, a Sazerac entrou com uma ação judicial alegando que a Jack Daniel's havia infringido sua marca registrada Fireball ao comercializar o Tennessee Fire, um uísque com sabor de canela. O processo não resultou em condenação e foi arquivado no final daquele mesmo ano.